# REDIAL
REDIAL, la Red Europea de Información y Documentación sobre América Latina, in italiano Rete Europea d'Informazione e di Documentazione dell'America Latina, è un'associazione formata di biblioteche e centri di documentazione in Francia, Germania, Paesi Bassi, Regno Unito, Russia, Spagna e Svezia specializzati in America Latina. REDIAL è una piattaforma d'incontro per contribuire allo sviluppo e la comunicazione, l'appoggio mutuo e l'intercambio dell'informazione tra ricercatori, bibliotecari e documentalisti nel campo delle scienze umane e sociali.

## Pubblicazioni
- Blog REDIAL & CEISAL Portal Americanista Europeo con novità dei centri europei che si occupano dell'America latina
- Rivista scientifica Anuario Americanista Europeo 2003-2014 in collaborazione con i ricercatori di CEISAL con il fine di diffondere i risultati dei latinoamericanisti europei

## Struttura organizzativa
REDIAL è un'associazione europea senza fini di lucro e di carattere internazionale secondo il diritto spagnolo. È composto di una commissione esecutiva (Comité Ejecutivo) di rappresentanti nazionali eletti e dell'assemblèa generale (Asamblea General de Socios).